# Oncești, Maramureș
Oncești este satul de reședință al comunei cu același nume din județul Maramureș, Transilvania, România.

## Istoric
Așezare dacică atestată de cercetările arheologice efectuate în 1964-1965, conduse de H. Daicovici. 
Prima atestare documentară: 1360 (possessio olachalis Waralia).
Într-o diplomă emisă în 1469, regele magjiar Matia Corvinul recompensa cu unele drepturi pe maramureșenii din garda „sumanelor negre”, pentru vitejia dovedită în salavarea de la moarte a regelui în bătălia pierdută de la Baia, contra lui Ștefan cel Mare. Diploma menționa pe Coroi din Oncești (Maramureș) pe fiul acestuia Ioan, precum și pe Petru de Berbești, Simion fiul lui Pop de Uglea și Lupșa de Berbești.
În anul 1467, Carol Coroi de Oncesti (din Maramureș) și fiul său Ioan, vor fi ridicați la rangul de baroni. În anul 1473, regele Matei Corvin îi numește într-un document pe fiii lui Ioan Caruli: fidelium nostrorum nobilium. În documentele ulterioare ale timpului, urmașul lui Coroi, Johannis de Karol va fi menționat alături de soția lui Anna și de fiii săi, Johannis și Andree de Karol.

## Etimologie
Etimologia numelui localității: din n. grup oncești < n.fam. Oancea sau Vancea + suf. -ești.

## Vezi și
- Biserica de lemn din Oncești